# Zentrum für Sportmedizin der Bundeswehr
Das Zentrum für Sportmedizin der Bundeswehr (bis 2013 Sportmedizinisches Institut der Bundeswehr) in Warendorf ist die zentrale Untersuchungs-, Ausbildungs- und Forschungsstelle der Bundeswehr auf dem Gebiet der Sportmedizin, Gesundheitsvorsorge und Rehabilitation.

## Organisation
Das Institut befindet sich in der Liegenschaft der Sportschule der Bundeswehr und ist seit 2013 dem Kommando Regionale Sanitätsdienstliche Unterstützung unterstellt. Neben fachärztlichen Untersuchungen, Begutachtungen, Beratungen und Behandlungen von Soldatinnen und Soldaten bei speziellen sportmedizinischen Fragestellungen werden im Rahmen der sportmedizinischen Anwendungsforschung Grundlagen und Grundsatzfragen des Sports in der Bundeswehr aus sportmedizinischer Sicht geklärt.

Pro Jahr werden rund 25 Sanitätsoffiziere in Warendorf und der Außenstelle in Sonthofen in enger Zusammenarbeit mit der Sportschule der Bundeswehr zu Sportmedizinern fortgebildet.

## Geschichte
Das Zentrum für Sportmedizin der Bundeswehr ist aus dem Sportmedizinischen Institut der Bundeswehr hervorgegangen. Im Wappen der Dienststelle wurde nur der Name geändert. 